# Grande coalition

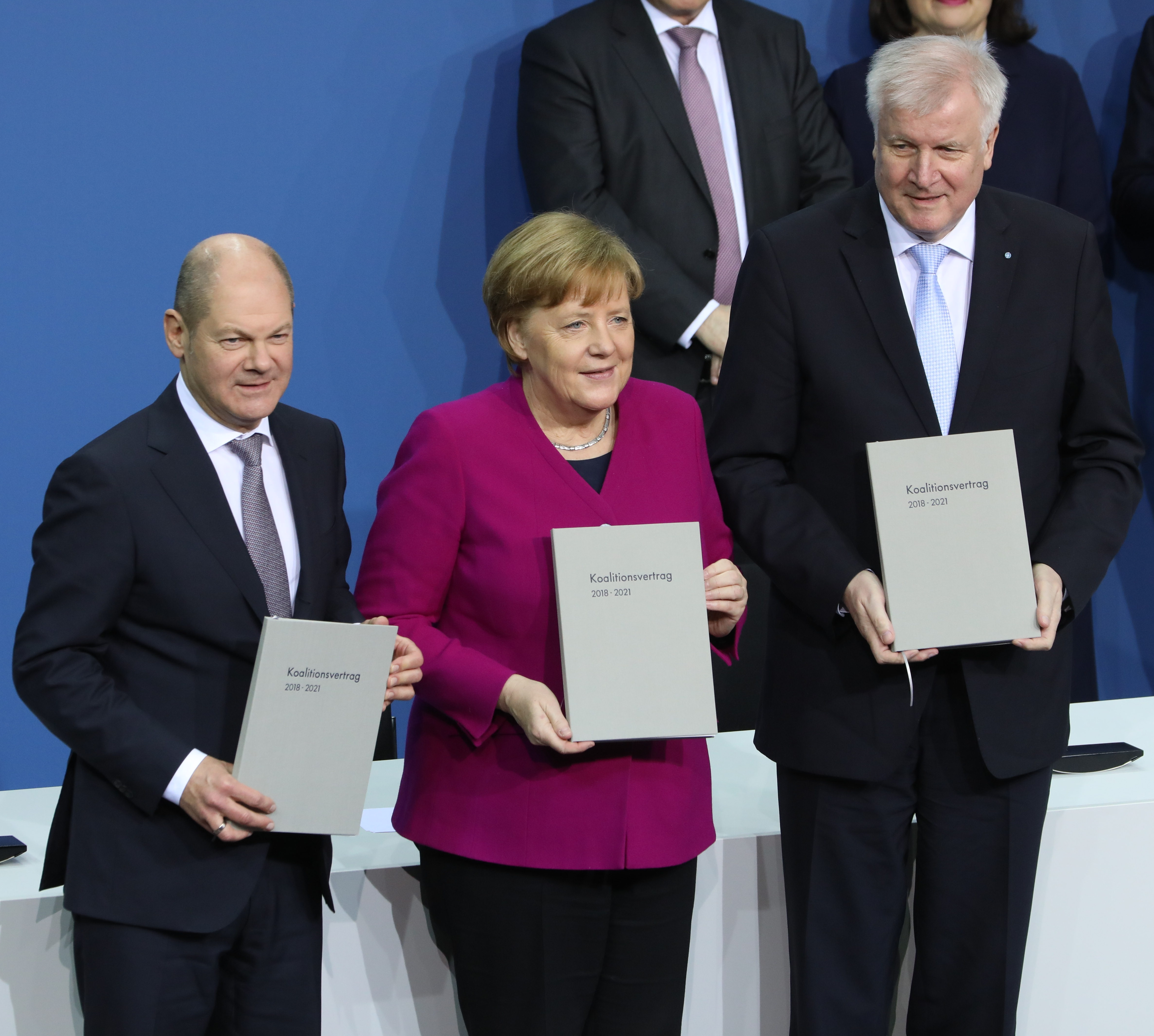
Signature d'un accord de grande coalition en Allemagne en 2018 pour la 19e législature du Bundestag.

Dans un régime parlementaire multipartite, une grande coalition est un arrangement dans lequel les deux principaux partis politiques de deux idéologies politiques opposées s'allient pour former un gouvernement de coalition. 

## Causes
Le terme de « grande coalition » est principalement utilisé dans les pays où le paysage politique est dominé par deux principaux partis d'idéologies différentes avec un certain nombre de partis plus petits représentés au parlement. Chacun des deux grands partis tente d'obtenir une majorité parlementaire seul ou en s'alliant avec des petits partis partageant une orientation politique similaire. 
Quand aucun grand parti ne parvient à former une majorité avec des partis plus petits, les deux principaux partis peuvent tenter de s'entendre pour former une grande coalition. Cela peut arriver dans plusieurs cas de figure :
- lorsque la fragmentation du paysage politique ne permet pas d'autres coalitions ;
- lorsque les deux principaux partis partagent plus de points communs idéologiques qu'avec des partis plus petits ou pour maintenir un « cordon sanitaire » entre les deux principaux partis et les partis considérés comme extrémistes ;
- en cas de guerre ou de grave crise, on parle alors plus souvent de gouvernement d'unité nationale.

## Allemagne
En Allemagne, les grandes coalitions (große Koalition) et communément appelées « Groko » rassemblent les deux principales forces politiques : l'Union chrétienne-démocrate d'Allemagne (CDU) et le Parti social-démocrate d'Allemagne (SPD). Ce terme est utilisé même dans des situations où l'une des deux formations ne constitue pas l'un des deux plus importants groupes parlementaires.

### Au niveau fédéral
| Députés   | Dates                                                            | Chancelier | Chancelier           | Chancelier | Cabinet    |
| --------- | ---------------------------------------------------------------- | ---------- | -------------------- | ---------- | ---------- |
| 447 / 496 | 1er décembre 1966 – 21 octobre 1969 (2 ans, 10 mois et 20 jours) |            | Kurt Georg Kiesinger | CDU        | Kiesinger  |
| 448 / 614 | 22 novembre 2005 – 28 octobre 2009 (3 ans, 11 mois et 6 jours)   |            | Angela Merkel        | CDU        | Merkel I   |
|           |                                                                  |            |                      |            |            |
| 504 / 631 | 17 décembre 2013 – 14 mars 2018 (4 ans, 2 mois et 25 jours)      |            | Angela Merkel        | CDU        | Merkel III |
| 399 / 709 | 14 mars 2018 - 8 décembre 2021 (3 ans, 8 mois et 24 jours)       | Merkel IV  | Angela Merkel        | CDU        |            |
|           |                                                                  |            |                      |            |            |
| 328 / 630 | Depuis le 6 mai 2025 (2 jours)                                   |            | Friedrich Merz       | CDU        | Merz       |

### Au niveau des Länder

#### Hesse
| Députés  | Dates                                                | Ministre-président | Ministre-président | Ministre-président | Cabinet  |
| -------- | ---------------------------------------------------- | ------------------ | ------------------ | ------------------ | -------- |
| 66 / 90  | 7 janvier 1947 – 10 janvier 1951 (4 ans et 3 jours)  |                    | Christian Stock    | SPD                | Stock    |
|          |                                                      |                    |                    |                    |          |
| 75 / 133 | depuis le 18 janvier 2024 (1 an, 3 mois et 20 jours) |                    | Boris Rhein        | CDU                | Rhein II |

#### Bavière
| Députés   | Dates                                                            | Ministre-président | Ministre-président | Ministre-président | Cabinet   |
| --------- | ---------------------------------------------------------------- | ------------------ | ------------------ | ------------------ | --------- |
| 158 / 180 | 24 juin 1947 – 20 septembre 1947 (2 mois et 27 jours)            |                    | Hans Ehard         | CSU                | Ehard I   |
|           |                                                                  |                    |                    |                    |           |
| 127 / 204 | 18 décembre 1950 – 14 décembre 1954 (3 ans, 11 mois et 26 jours) |                    | Hans Ehard         | CSU                | Ehard III |

#### Rhénanie-Palatinat
| Députés  | Dates                                                  | Ministre-président | Ministre-président | Ministre-président | Cabinet    |
| -------- | ------------------------------------------------------ | ------------------ | ------------------ | ------------------ | ---------- |
| 82 / 101 | 9 avril 1948 – 12 juin 1951 (3 ans, 2 mois et 3 jours) |                    | Peter Altmeier     | CDU                | Altmeier I |

#### Sarre
| Députés | Dates                                                      | Ministre-président    | Ministre-président         | Ministre-président | Cabinet              |
| ------- | ---------------------------------------------------------- | --------------------- | -------------------------- | ------------------ | -------------------- |
| 39 / 50 | 10 janvier 1956 – 4 juin 1957 (5 mois et 18 jours)         |                       | Hubert Ney                 | CDU                | Ney (de)             |
|         |                                                            |                       |                            |                    |                      |
| 30 / 50 | 30 avril 1959 – 17 janvier 1961 (1 an, 8 mois et 18 jours) |                       | Franz-Josef Röder          | CDU                | Röder I (de)         |
|         |                                                            |                       |                            |                    |                      |
| 36 / 51 | 9 mai 2012 – 17 mai 2017 (5 ans et 8 jours)                |                       | Annegret Kramp-Karrenbauer | CDU                | Kramp-Karrenbauer II |
| 41 / 51 | 17 mai 2017 – 1er mars 2018 (9 mois et 12 jours)           | Kramp-Karrenbauer III | Annegret Kramp-Karrenbauer | CDU                |                      |
| 41 / 51 | 1er mars 2018 -25 avril 2022 (4 ans, 1 mois et 24 jours)   |                       | Tobias Hans                | CDU                | Hans                 |

#### Berlin
| Députés   | Dates                                                          | Ministre-président | Ministre-président | Ministre-président | Cabinet       |
| --------- | -------------------------------------------------------------- | ------------------ | ------------------ | ------------------ | ------------- |
| 108 / 127 | 11 janvier 1955 – 3 octobre 1957 (2 ans, 8 mois et 22 jours)   |                    | Otto Suhr          | SPD                | Suhr (de)     |
| 108 / 127 | 3 octobre 1957 – 12 janvier 1959 (1 an, 3 mois et 9 jours)     |                    | Willy Brandt       | SPD                | Brandt I (de) |
| 133 / 133 | 12 janvier 1959 – 8 mars 1963 (3 ans, 3 mois et 24 jours)      | Brandt II (de)     | Willy Brandt       | SPD                |               |
|           |                                                                |                    |                    |                    |               |
| 173 / 241 | 24 janvier 1991 – 25 janvier 1996 (5 ans et 1 jour)            |                    | Eberhard Diepgen   | CDU                | Diepgen III   |
| 142 / 206 | 25 janvier 1996 – 9 décembre 1999 (3 ans, 10 mois et 14 jours) | Diepgen IV         | Eberhard Diepgen   | CDU                |               |
| 118 / 169 | 9 décembre 1999 – 16 juin 2001 (1 an, 6 mois et 7 jours)       | Diepgen V          | Eberhard Diepgen   | CDU                |               |
|           |                                                                |                    |                    |                    |               |
| 86 / 149  | 24 novembre 2011 – 11 décembre 2014 (3 ans et 17 jours)        |                    | Klaus Wowereit     | SPD                | Wowereit IV   |
| 86 / 149  | 11 décembre 2014 – 8 décembre 2016 (1 an, 11 mois et 27 jours) |                    | Michael Müller     | SPD                | Müller I      |
|           |                                                                |                    |                    |                    |               |
| 86 / 159  | depuis le 27 avril 2023 (2 ans et 11 jours)                    |                    | Kai Wegner         | CDU                | Wegner        |

#### Basse-Saxe
| Députés   | Dates                                                           | Ministre-président | Ministre-président | Ministre-président | Cabinet             |
| --------- | --------------------------------------------------------------- | ------------------ | ------------------ | ------------------ | ------------------- |
| 135 / 149 | 19 mai 1965 – 5 juillet 1967 (2 ans, 1 mois et 16 jours)        |                    | Georg Diederichs   | SPD                | Diederichs III (de) |
| 129 / 149 | 5 juillet 1967 – 8 juillet 1970 (3 ans et 3 jours)              | Diederichs IV (de) | Georg Diederichs   | SPD                |                     |
|           |                                                                 |                    |                    |                    |                     |
| 105 / 137 | 22 novembre 2017 – 8 novembre 2022 (4 ans, 11 mois et 17 jours) |                    | Stephan Weil       | SPD                | Weil II             |

#### Bade-Wurtemberg
| Députés   | Dates                                                      | Ministre-président | Ministre-président | Ministre-président | Cabinet     |
| --------- | ---------------------------------------------------------- | ------------------ | ------------------ | ------------------ | ----------- |
| 106 / 120 | 16 décembre 1966 – 12 juin 1968 (1 an, 5 mois et 27 jours) |                    | Hans Filbinger     | CDU                | Filbinger I |
| 97 / 127  | 12 juin 1968 – 8 juin 1972 (3 ans, 11 mois et 27 jours)    | Filbinger II       | Hans Filbinger     | CDU                |             |
|           |                                                            |                    |                    |                    |             |
| 110 / 146 | 11 juin 1992 – 11 juin 1996 (4 ans)                        |                    | Erwin Teufel       | CDU                | Teufel II   |

#### Thuringe
| Députés | Dates                                                          | Ministre-président | Ministre-président     | Ministre-président | Cabinet      |
| ------- | -------------------------------------------------------------- | ------------------ | ---------------------- | ------------------ | ------------ |
| 71 / 88 | 30 novembre 1994 – 1er octobre 1999 (4 ans, 10 mois et 1 jour) |                    | Bernhard Vogel         | CDU                | Vogel II     |
|         |                                                                |                    |                        |                    |              |
| 48 / 88 | 4 novembre 2009 – 5 décembre 2014 (5 ans, 1 mois et 1 jour)    |                    | Christine Lieberknecht | CDU                | Lieberknecht |

#### Mecklembourg-Poméranie-Occidentale
| Députés | Dates                                                          | Ministre-président | Ministre-président | Ministre-président | Cabinet        |
| ------- | -------------------------------------------------------------- | ------------------ | ------------------ | ------------------ | -------------- |
| 53 / 71 | 8 décembre 1994 – 2 novembre 1998 (3 ans, 10 mois et 25 jours) |                    | Berndt Seite       | CDU                | Seite II       |
|         |                                                                |                    |                    |                    |                |
| 45 / 71 | 7 novembre 2006 – 6 octobre 2008 (1 an, 10 mois et 29 jours)   |                    | Harald Ringstorff  | SPD                | Ringstorff III |
| 45 / 71 | 6 octobre 2008 – 25 octobre 2011 (3 ans et 19 jours)           |                    | Erwin Sellering    | SPD                | Sellering I    |
| 45 / 71 | 25 octobre 2011 – 1er novembre 2016 (5 ans et 7 jours)         | Sellering II       | Erwin Sellering    | SPD                |                |
| 42 / 71 | 1er novembre 2016 – 4 juillet 2017 (8 mois et 3 jours)         | Sellering III      | Erwin Sellering    | SPD                |                |
| 42 / 71 | 4 juillet 2017 – 15 novembre 2021 (4 ans, 4 mois et 11 jours)  |                    | Manuela Schwesig   | SPD                | Schwesig I     |

#### Brême
| Députés  | Dates                                                        | Ministre-président | Ministre-président | Ministre-président | Cabinet    |
| -------- | ------------------------------------------------------------ | ------------------ | ------------------ | ------------------ | ---------- |
| 74 / 100 | 4 juillet 1995 – 7 juillet 1999 (4 ans et 3 jours)           |                    | Henning Scherf     | SPD                | Scherf I   |
| 89 / 100 | 7 juillet 1999 – 4 juillet 2003 (3 ans, 11 mois et 27 jours) | Scherf II          | Henning Scherf     | SPD                |            |
| 69 / 83  | 4 juillet 2003 – 7 novembre 2005 (2 ans, 4 mois et 3 jours)  | Scherf III         | Henning Scherf     | SPD                |            |
| 69 / 83  | 8 novembre 2005 – 28 juin 2007 (1 an, 7 mois et 20 jours)    |                    | Jens Böhrnsen      | SPD                | Böhrnsen I |

#### Brandebourg
| Députés | Dates                                                        | Ministre-président | Ministre-président | Ministre-président | Cabinet    |
| ------- | ------------------------------------------------------------ | ------------------ | ------------------ | ------------------ | ---------- |
| 62 / 89 | 13 octobre 1999 – 26 juin 2002 (2 ans, 8 mois et 13 jours)   |                    | Manfred Stolpe     | SPD                | Stolpe III |
| 62 / 89 | 26 juin 2002 – 19 septembre 2004 (2 ans, 2 mois et 24 jours) |                    | Matthias Platzeck  | SPD                | Platzeck I |
| 62 / 89 | 13 octobre 2004 – 6 novembre 2009 (5 ans et 24 jours)        | Platzeck II        | Matthias Platzeck  | SPD                |            |

#### Saxe
| Députés  | Dates                                                       | Ministre-président | Ministre-président | Ministre-président | Cabinet        |
| -------- | ----------------------------------------------------------- | ------------------ | ------------------ | ------------------ | -------------- |
| 68 / 124 | 11 novembre 2004 – 17 juin 2008 (3 ans, 7 mois et 6 jours)  |                    | Georg Milbradt     | CDU                | Milbradt II    |
| 68 / 124 | 18 juin 2008 – 30 septembre 2009 (1 an, 3 mois et 12 jours) |                    | Stanislaw Tillich  | CDU                | Tillich I      |
|          |                                                             |                    |                    |                    |                |
| 77 / 126 | 13 novembre 2014 – 13 décembre 2017 (3 ans et 1 mois)       |                    | Stanislaw Tillich  | CDU                | Tillich III    |
| 77 / 126 | 13 décembre 2017 – 20 décembre 2019 (2 ans et 7 jours)      |                    | Michael Kretschmer | CDU                | Kretschmer I   |
|          |                                                             |                    |                    |                    |                |
| 51 / 120 | depuis le 19 décembre 2024 (4 mois et 19 jours)             |                    | Michael Kretschmer | CDU                | Kretschmer III |

#### Schleswig-Holstein
| Députés | Dates                                             | Ministre-président | Ministre-président     | Ministre-président | Cabinet      |
| ------- | ------------------------------------------------- | ------------------ | ---------------------- | ------------------ | ------------ |
| 59 / 69 | 27 avril 2005 – 27 octobre 2009 (4 ans et 6 mois) |                    | Peter Harry Carstensen | CDU                | Carstensen I |

#### Saxe-Anhalt
| Députés  | Dates                                                      | Ministre-président | Ministre-président | Ministre-président | Cabinet    |
| -------- | ---------------------------------------------------------- | ------------------ | ------------------ | ------------------ | ---------- |
| 64 / 97  | 24 avril 2006 – 19 avril 2011 (4 ans, 11 mois et 26 jours) |                    | Wolfgang Böhmer    | CDU                | Böhmer II  |
| 67 / 105 | 19 avril 2011 – 25 avril 2016 (5 ans et 6 jours)           |                    | Reiner Haseloff    | CDU                | Haseloff I |

## Autriche
En Autriche, une grande coalition rassemble Parti social-démocrate d'Autriche (SPÖ) et le Parti populaire autrichien (ÖVP). Ce type de coalition est la forme privilégiée de gouvernement depuis la fin de la Seconde Guerre mondiale. En effet, dix-sept des vingt-sept gouvernements fédéraux sont formés par une grande coalition.
Dirigée par les conservateurs de 1945 à 1964, ce genre d'alliance est, depuis son retour en 1987 à la suite de la rupture de la coalition rouge-bleue, exclusivement conduite par des sociaux-démocrates.
En 1999, alors que le SPÖ et l'ÖVP ont la possibilité de reconduire leur coalition, le ministre fédéral des Affaires étrangères Wolfgang Schüssel, de l'ÖVP, fait le choix de s'allier avec le Parti de la liberté d'Autriche (FPÖ, extrême droite) dans une coalition noire-bleue.
Toutefois, après la scission de l'extrême droite autrichienne et la radicalisation du FPÖ vers des positions ultra-nationalistes, l'ÖVP et le SPÖ reforment, à la suite des élections fédérales de 2006, une grande coalition, qui est maintenue après les législatives anticipées de 2008.
Au niveau des Bundesländer, les gouvernements de grande coalition sont également fréquents, parfois avec le système du Proporz, c’est-à-dire du partage des fonctions et des emplois publics entre les deux grands partis.

### Au niveau fédéral
| Députés   | Dates                                                            | Chancelier | Chancelier              | Cabinet       |
| --------- | ---------------------------------------------------------------- | ---------- | ----------------------- | ------------- |
| 161 / 165 | 20 novembre 1947 - 8 novembre 1949 (1 an, 11 mois et 19 jours)   |            | Leopold Figl (ÖVP)      | Figl I        |
| 144 / 165 | 8 novembre 1949 - 28 octobre 1952 (2 ans, 11 mois et 20 jours)   |            | Leopold Figl (ÖVP)      | Figl II       |
| 144 / 165 | 28 octobre 1952 - 2 avril 1953 (5 mois et 5 jours)               |            | Leopold Figl (ÖVP)      | Figl III      |
| 147 / 165 | 2 avril 1953 - 29 juin 1956 (3 ans, 2 mois et 27 jours)          |            | Julius Raab (ÖVP)       | Raab I        |
| 156 / 165 | 29 juin 1956 - 16 juillet 1959 (3 ans et 17 jours)               |            | Julius Raab (ÖVP)       | Raab II       |
| 157 / 165 | 16 juillet 1959 - 3 novembre 1960 (1 an, 3 mois et 18 jours)     |            | Julius Raab (ÖVP)       | Raab III (de) |
| 157 / 165 | 3 novembre 1960 - 11 avril 1961 (5 mois et 8 jours)              |            | Julius Raab (ÖVP)       | Raab IV (de)  |
| 157 / 165 | 11 avril 1961 - 27 mars 1963 (1 an, 11 mois et 16 jours)         |            | Alfons Gorbach (ÖVP)    | Gorbach I     |
| 157 / 165 | 27 mars 1963 - 2 avril 1964 (1 an et 6 jours)                    |            | Alfons Gorbach (ÖVP)    | Gorbach II    |
| 157 / 165 | 2 avril 1964 - 19 avril 1966 (2 ans et 17 jours)                 |            | Josef Klaus (ÖVP)       | Klaus I       |
| 157 / 183 | 21 janvier 1987 - 17 décembre 1990 (3 ans, 10 mois et 26 jours)  |            | Franz Vranitzky (SPÖ)   | Vranitzky II  |
| 140 / 183 | 17 décembre 1990 - 29 novembre 1994 (3 ans, 11 mois et 12 jours) |            | Franz Vranitzky (SPÖ)   | Vranitzky III |
| 117 / 183 | 29 novembre 1994 - 12 mars 1996 (1 an, 3 mois et 12 jours)       |            | Franz Vranitzky (SPÖ)   | Vranitzky IV  |
| 123 / 183 | 12 mars 1996 - 28 janvier 1997 (10 mois et 16 jours)             |            | Franz Vranitzky (SPÖ)   | Vranitzky V   |
| 123 / 183 | 28 janvier 1997 - 4 février 2000 (3 ans et 7 jours)              |            | Viktor Klima (SPÖ)      | Klima         |
| 134 / 183 | 11 janvier 2007 - 2 décembre 2008 (1 an, 10 mois et 21 jours)    |            | Alfred Gusenbauer (SPÖ) | Gusenbauer    |
| 108 / 183 | 2 décembre 2008 - 16 décembre 2013 (5 ans et 14 jours)           |            | Werner Faymann (SPÖ)    | Faymann I     |
| 99 / 183  | 16 décembre 2013 - 17 mai 2016 (2 ans, 5 mois et 1 jour)         |            | Werner Faymann (SPÖ)    | Faymann II    |
| 102 / 183 | 17 mai 2016 - 18 décembre 2017 (1 an, 7 mois et 1 jour)          |            | Christian Kern (SPÖ)    | Kern          |

### Au niveau des Länder
- Styrie, avec Franz Voves (SPÖ) puis Hermann Schützenhöfer (ÖVP)

## Italie
En Italie, à la suite des élections de 2013 et le succès du Mouvement 5 étoiles, un gouvernement de grande coalition a été formé par Enrico Letta. Il réunit le Parti démocrate (centre gauche), Le Peuple de la liberté (centre droit) et Choix civique pour l'Italie (centre). Il ne dure cependant sous cette forme que jusqu'en novembre 2013, quand Le Peuple de la liberté : le Nouveau Centre-droit est créé par les partisans de la coalition, alors que Forza Italia est refondé et se situe dans l'opposition.